# Danh sách câu lạc bộ bóng đá ở Albania
Đây là danh sách các câu lạc bộ bóng đá ở Albania, sắp xếp theo hạng đấu.

## Câu lạc bộ theo hạng đấu
Tính đến 29 tháng 5 năm 2016

### Giải vô địch quốc gia
| Đội bóng   | Thành phố | Sân vận động    | Sức chứa | Năm thành lập | Danh hiệu |    |
| Giải đấu   | Cúp       |                 |          |               |           |    |
| ---------- | --------- | --------------- | -------- | ------------- | --------- | -- |
| Bylis      | Ballsh    | Adush Muça      | 5,200    | 1972          | 0         | 0  |
| Flamurtari | Vlorë     | Flamurtari      | 8,200    | 1923          | 1         | 4  |
| Kukësi     | Kukës     | Zeqir Ymeri     | 5,200    | 1930          | 0         | 1  |
| Laçi       | Laç       | Laç             | 5,000    | 1960          | 0         | 2  |
| Partizani  | Tiranë    | Qemal Stafa     | 19,700   | 1946          | 15        | 15 |
| Skënderbeu | Korçë     | Skënderbeu      | 12,373   | 1925          | 7         | 0  |
| Teuta      | Durrës    | Niko Dovana     | 12,040   | 1925          | 1         | 3  |
| Tërbuni    | Pukë      | Ismail Xhemali  | 2,500    | 1936          | 0         | 0  |
| Tirana     | Tiranë    | Selman Stërmasi | 9,600    | 1920          | 24        | 15 |
| Vllaznia   | Shkodër   | Loro Boriçi     | 17,000   | 1919          | 9         | 6  |

### Hạng nhất
Bảng A
| Đội bóng   | Thành phố   | Sân vận động   | Sức chứa | Năm thành lập | Danh hiệu |   |
| Giải đấu   | Cúp         |                |          |               |           |   |
| ---------- | ----------- | -------------- | -------- | ------------- | --------- | - |
| Ada        | Velipojë    | Reshit Rusi    | 1,200    | 1996          | 0         | 0 |
| Adriatiku  | Mamurras    | Mamurras       | 1,000    | ????          | 0         | 0 |
| Besa       | Kavajë      | Besa           | 8,000    | 1925          | 0         | 2 |
| Besëlidhja | Lezhë       | Brian Filipi   | 5,000    | 1930          | 0         | 0 |
| Burreli    | Burrel      | Liri Ballabani | 2,500    | 1952          | 0         | 0 |
| Erzeni     | Shijak      | Tefik Jashari  | 4,000    | 1931          | 0         | 0 |
| Iliria     | Fushë-Krujë | Redi Maloku    | 3,000    | 1991          | 0         | 0 |
| Kamza      | Kamëz       | Kamëz          | 4,800    | 1936          | 0         | 0 |
| Kastrioti  | Krujë       | Kastrioti      | 8,400    | 1926          | 0         | 0 |
| Korabi     | Peshkopi    | Korabi         | 6,000    | 1930          | 0         | 0 |

Bảng B
| Đội bóng  | Thành phố   | Sân vận động    | Sức chứa | Năm thành lập | Danh hiệu |    |
| Giải đấu  | Cúp         |                 |          |               |           |    |
| --------- | ----------- | --------------- | -------- | ------------- | --------- | -- |
| Apolonia  | Fier        | Loni Papuçiu    | 6,800    | 1925          | 0         | 1  |
| Butrinti  | Sarandë     | Butrinti        | 5,500    | 1939          | 0         | 0  |
| Dinamo    | Tirana      | Selman Stërmasi | 10,000   | 1950          | 18        | 13 |
| Elbasani  | Elbasan     | Elbasan Arena   | 12,800   | 1923          | 2         | 2  |
| Luftëtari | Gjirokastër | Gjirokastër     | 8,400    | 1929          | 0         | 0  |
| Lushnja   | Lushnjë     | Roza Haxhiu     | 8,000    | 1927          | 0         | 0  |
| Pogradeci | Pogradec    | Gjorgji Kyçyku  | 10,700   | 1932          | 0         | 0  |
| Shkumbini | Peqin       | Shkumbini       | 5,000    | 1951          | 0         | 0  |
| Sopoti    | Librazhd    | Sopoti          | 3,000    | 1948          | 0         | 0  |
| Turbina   | Cërrik      | Nexhip Trungu   | 6,600    | 1956          | 0         | 0  |

### Hạng nhì
Bảng A
| Đội bóng      | Thành phố   | Sân vận động                | Sức chứa | Năm thành lập | Danh hiệu |   |
| Giải đấu      | Cúp         |                             |          |               |           |   |
| ------------- | ----------- | --------------------------- | -------- | ------------- | --------- | - |
| Albpetrol     | Patos       | Alush Noga                  | 4,000    | 1947          | 0         | 0 |
| Egnatia       | Rrogozhinë  | Rrogozhinë                  | 4,000    | 1964          | 0         | 0 |
| Internacional | Pezë Helmës | Internacional Complex       | 2,500    | 2014          | 0         | 0 |
| Gramshi       | Gramsh      | Mislim Koçi                 | 1,500    | ????          | 0         | 0 |
| Luzi United   | Luz i Vogël | Luz i Vogël                 | 600      | 2008          | 0         | 0 |
| Kevitan       | Tiranë      | Kevitan Complex             | 500      | 2014          | 0         | 0 |
| Partizani B   | Kamëz       | Trung tâm Thể thao Quốc gia | 500      | 2013          | 0         | 0 |
| Shënkolli     | Shënkoll    | Kastrioti                   | 10,000   | 2011          | 0         | 0 |
| Sukthi        | Sukth       | New Sukth Stadium           | 1,000    | 2009          | 0         | 0 |
| Tirana B      | Tiranë      | Skënder Halili Complex      | 200      | 2013          | 0         | 0 |
| Vora          | Vorë        | Fusha Sportive Vorë         | 1,000    | 2011          | 0         | 0 |
| Veleçiku      | Koplik      | Kompleksi Vëllezërit Duli   | 2,000    | 1948          | 0         | 0 |

Bảng B
| Đội bóng      | Thành phố | Sân vận động          | Sức chứa | Năm thành lập | Danh hiệu |   |
| Giải đấu      | Cúp       |                       |          |               |           |   |
| ------------- | --------- | --------------------- | -------- | ------------- | --------- | - |
| Delvina       | Delvinë   | Panajot Pano          | 2,500    | ????          | 0         | 0 |
| Bilisht Sport | Bilisht   | Bilisht               | 1,050    | 1927          | 0         | 0 |
| Domozdova     | Prrenjas  | Domozdova             | 1,000    | ????          | 0         | 0 |
| Gramozi       | Ersekë    | Fusha Sportive Ersekë | 7,000    | 1927          | 0         | 0 |
| Himara        | Himarë    | Petro Ruci            | 2,500    | 1932          | 0         | 0 |
| Memaliaj      | Memaliaj  | Karafil Çaushi        | 1,500    | 1947          | 0         | 0 |
| Naftëtari     | Kuçovë    | Bashkim Sulejmani     | 5,000    | 1926          | 0         | 0 |
| Oriku         | Orikum    | Petro Ruci            | 2,500    | 2012          | 0         | 0 |
| Përmeti       | Përmet    | Durim Qypi            | 4,000    | 1930          | 0         | 0 |
| Skrapari      | Skrapar   | Skrapar Sports Field  | 1,500    | 1959          | 0         | 0 |
| Tepelena      | Tepelenë  | Sabaudin Shehu        | 2,000    | 1945          | 0         | 0 |
| Tomori        | Berat     | Tomori                | 14,450   | 1923          | 0         | 0 |

### Hạng ba
Bảng A
| Đội bóng        | Thành phố     | Sân vận động                | Sức chứa | Năm thành lập | Danh hiệu |   |
| Giải đấu        | Cúp           |                             |          |               |           |   |
| --------------- | ------------- | --------------------------- | -------- | ------------- | --------- | - |
| Bulqiza         | Bulqizë       | Bulqizë                     | 1,000    | 1964          | 0         | 0 |
| Drini 2004      | Dibër         | Trung tâm Thể thao Quốc gia | 5,000    | 2004          | 0         | 0 |
| Eagles          | Tiranë        | Tiranë                      | 1,000    | ????          | 0         | 0 |
| Golemi          | Golem, Kavajë | Fusha Sportive Golem        | 1,000    | 2013          | 0         | 0 |
| Internacionale  | Kamëz         | Trung tâm Thể thao Quốc gia | 500      | 2013          | 0         | 0 |
| Kukësi B        | Kukës         | Zeqir Ymeri                 | 1,000    | ????          | 0         | 0 |
| Mirdita         | Mirditë       | Mirditë                     | 1,000    | 1950          | 0         | 0 |
| Sporting Tirana | Tiranë        | Tiranë                      | 1,000    | ????          | 0         | 0 |
| Valbona         | Tropojë       | Tropojë                     | 1,000    | 2013          | 0         | 0 |
| Vllaznia B      | Shkodër       | Shkodër                     | 1,000    | ????          | 0         | 0 |

Bảng B
| Đội bóng     | Thành phố   | Sân vận động            | Sức chứa | Năm thành lập | Danh hiệu |   |
| Giải đấu     | Cúp         |                         |          |               |           |   |
| ------------ | ----------- | ----------------------- | -------- | ------------- | --------- | - |
| Belshi       | Belsh       | Belsh                   | 1,000    | ????          | 0         | 0 |
| Devolli      | Devoll      | Devoll                  | 1,000    | ????          | 0         | 0 |
| Flamurtari B | Vlorë       | Vlorë                   | 1,000    | ????          | 0         | 0 |
| Gostima      | Gostimë     | Gostimë                 | 1,000    | ????          | 0         | 0 |
| Skënderbeu B | Korçë       | Korçë                   | 1,000    | ????          | 0         | 0 |
| Sopoti B     | Librazhd    | Librazhd                | 1,000    | ????          | 0         | 0 |
| Spartaku     | Pezë Helmës | Kompleksi Internacional | 2,500    | 1946          | 0         | 0 |
| Turbina B    | Cërrik      | Cërrik                  | 1,000    | ????          | 0         | 0 |

### Giải nữ vô địch quốc gia
| Albanian Ajax School | Shkodër | Kompleksi Sportiv Albanian Ajax School | 500    | 2012 | 0  | 0  |
| Apolonia | Fier    | Fier                                   | 500    | ???? | 0  | 0  |
| Dajti | Dajt    | Dajt                                   | 1,000  | ???? | 0  | 0  |
| Juban Danja | Shkodër | Fusha Sportive Reshit Rusi             | 500    | 2005 | 0  | 2  |
| Kinostudio | Tiranë  | Tiranë                                 | 1,000  | 2010 | 0  | 0  |
| The Door | Shkodër | Shkodër                                | 1,000  | ???? | 0  | 0  |
| Teuta | Durrës  | Durrës                                 | 1,000  | ???? | 0  | 0  |
| Tirana AS | Tiranë  | Selman Stërmasi                        | 12,600 | 2007 | 1  | 1  |
| Skënderbeu | Korçë   | Skënderbeu                             | 5,724  | 2015 | 0  | 0  |
| Vllaznia | Shkodër | Fusha Sportive Reshit Rusi             | 1,000  | 2010 | 6* | 4* |
| *Vllaznia được xem là hậu bối của Ada Velipojë, đội đã giải thể năm 2013. Trước đó, Ada đã giành 3 chức vô địch giải đấu và 1 danh hiệu cúp. |         |                                        |        |      |    |    |

### Các đội bóng khác
| Đội bóng         | Thành phố | Sân vận động                                 | Sức chứa | Năm thành lập |
| ---------------- | --------- | -------------------------------------------- | -------- | ------------- |
| Çakrani          | Çakran    | Çakran                                       | 1,000    | 1996          |
| Çlirimi          | Fier      | Stadiumi Fusha Sportive e Shkollës Bujqësore | 2,000    | 1988          |
| Këlcyra          | Këlcyrë   | Fusha Sportive Këlcyrë                       | 1.000    | 1981          |
| Maliqi           | Maliq     | Fusha Sportive Maliq                         | 400      | ????          |
| Olimpic          | Kashar    | Olimpiku Stadium                             | 1,500    | 2002          |
| Pojani           | Maliq     | Maliq                                        | 400      | ????          |
| Poliçani         | Poliçan   | Poliçan                                      | 400      | ????          |
| Selenica         | Selenicë  | Selenicë                                     | 4,000    | 1930          |
| Shkëndija Tiranë | Kamëz     | AFA Sports Centre                            | 4.000    | 1968          |
| Veleçiku         | Koplik    | Kompleksi Vellezërit Duli                    | 2.000    | 1948          |
| Vlora            | Vlorë     | Stadiumi Flamurtari                          | 9.500    | 2006          |